# Josh Roseman
Josh Roseman (Boston, Massachusetts), es un trombonista y compositor estadounidense de jazz contemporáneo. No debe ser confundido con el escritor de ciencia ficción de igual nombre.

## Historial
Roseman estudión en el New England Conservatory of Music, y estuvo de gira en Jamaica con The Skatalites y en Australia con el grupo de Christopher Hale. A finales de los años 1980, tocó con el grupo de Oliver Lake, y en esa misma época, trabajó con Greg Osby, Frank Lacy, Joseph Bowie, Marty Ehrlich, Geri Allen y John Stubblefield. Ha tocado también con Steve Coleman, Dave Holland, Dave Douglas, Don Byron, John Zorn, Charlie Hunter, Mike Gordon, Soulive, Groove Collective y Meshell Ndegeocello, entre otros.
Roseman ha realizado diversas grabaciones para el sello Enja Records, bajo el nombre de The Josh Roseman Unit. Entre los músicos de sus sucesivas "Units", están Peter Apfelbaum, Barney McAll, Ben Monder, Jonathan Maron, Billy Kilson, Ted Poor, Tony Barba, y Kirk Knuffke, incorporando como artistas invitados para las grabaciones a Chris Potter, Liberty Ellman, Ben Perowsky y Mark Feldman.

## Discografía como líder
- Cherry (Enja Records, 2001)
- Treats for the Nightwalker (Enja, 2003)
- New Constellations: Live in Vienna (Accurate Records, 2007)